# Voitsberg
 (décembre 2023).
Si vous disposez d'ouvrages ou d'articles de référence ou si vous connaissez des sites web de qualité traitant du thème abordé ici, merci de compléter l'article en donnant les références utiles à sa vérifiabilité et en les liant à la section « Notes et références ».
Voitsberg est une commune autrichienne du district de Voitsberg en Styrie.

## Géographie
La municipalité se situe dans la partie ouest du district de Voitsberg, et s'étale sur une altitude comprise entre 394 et 606 mètres.
Le centre-ville de Köflach se trouve à 5,8 km à l'ouest de celui de Voitsberg (à vol d'oiseau). Celui de Graz à 22 km à l'est; celui de Vienne à 159 km au nord-est. La forteresse de Riegersburg à 59 km à l'est.

## Histoire
La région est occupée depuis au moins le Néolithique, mais de cette époque rien ne fut trouvé sur le territoire même de Voitsberg, ni d'objets de l'Âge du bronze, et seulement deux pointes de lance en fer de La Tène. Sur le site du château de Krems (Burg Krems (de), datant du XIe ou XIIe siècle, à l'extérieur de la ville), furent trouvés des morceaux de poteries datant des IVe et IIIe siècles av. J.-C.
Sous la Rome antique, la région fait partie du district foncier de Flavia Solva. Les premières traces réelles d'implantation humaine sur la commune datent de cette époque : des pierres tombales et quelques tertres funéraires romains. Peut-être existait-il un camp militaire ou un domaine agricole dans le secteur ? 
Après l'effondrement de l'Empire d'Occident, au VIIe siècle la région est colonisée par des tribus slaves. Certains historiens ont situé l'ancienne forteresse de Vogastisburg à Voitsberg, lieu d'une bataille en 631 ou 632, qui opposa les troupes de Dagobert Ier aux Wendes de Samo de Bohême.
Vers 800, s'installent aussi des colons Bavarii dans ce qui est devenu la Carantanie. Voitsberg est à cette époque un gros village.
En 955, Othon Ier intègre la région dans la Styrie.
Au XIe siècle est bâtie la première église de Voitsberg. En 1164 commence la construction du château-fort de la ville, dont il ne reste aujourd'hui que des ruines.
En 1170, l'empereur Frédéric Barberousse autorise la ville voisine de Köflach à organiser des foires, ce qui suscite la jalousie de Voitsberg, qui pourtant reçoit des faveurs aussi, droits commerciaux et de péage. Ce différend ne sera réglé qu'en 1715, lorsqu'une commission impériale confirmera les acquis anciens.
En 1220, Voitsberg devient un « Forum et  Civitas » (marché et ville), après s'être grandement développée autour de son château. À cette époque, la ville est entourée d'un rempart percé de quatre portes.
En 1338, 1363, 1401, 1435, des incendies font des ravages, et meurtrissent grandement l'économie et la population.
Cependant, en 1445 la ville est reconnue comme prospère, miracle dû à son aptitude à l'achat, au transport, et à la vente de bons vins.
En août 1480, un raid turc dévaste la région, mais les remparts protègent la cité.
Au XVIIe siècle, il ne restait plus grand chose de la grandeur économique de Voitsberg, qui ne comptait plus que quatre commerçants et 50 artisans. En 1680, environ la moitié des habitants sont touchés par une épidémie de peste. Nouvelles épidémies en 1713 et 1715.
En 1756 s'installe une usine de production de papier, et en 1752 commence dans la région l'extraction de lignite (bassin minier de Köflach-Voitsberg). Reprise économique annulée à la suite des guerres menées contre la France entre 1793 et 1815.
La ville connaît ensuite un nouvel essor, avec l'accroissement de la production de charbon, l'implantation d'une verrerie et de plusieurs autres entreprises; l'arrivée du chemin de fer. En 1858, la population était d'environ 1400 habitants, en 1900 elle était de 3224 habitants.

## Personnalités
- René Aufhauser, footballeur autrichien
- Franz Dampfhofer, peintre
- Kevin Danso, footballeur autrichien